# Microstrophia modesta
Microstrophia modesta је пуж из реда Stylommatophora и фамилије Streptaxidae. 

## Угроженост
Ова врста се сматра угроженом.

## Распрострањење
Маурицијус је једино познато природно станиште врсте.

## Станиште
Врста Microstrophia modesta има станиште на копну.